# Clarus von Lectoure

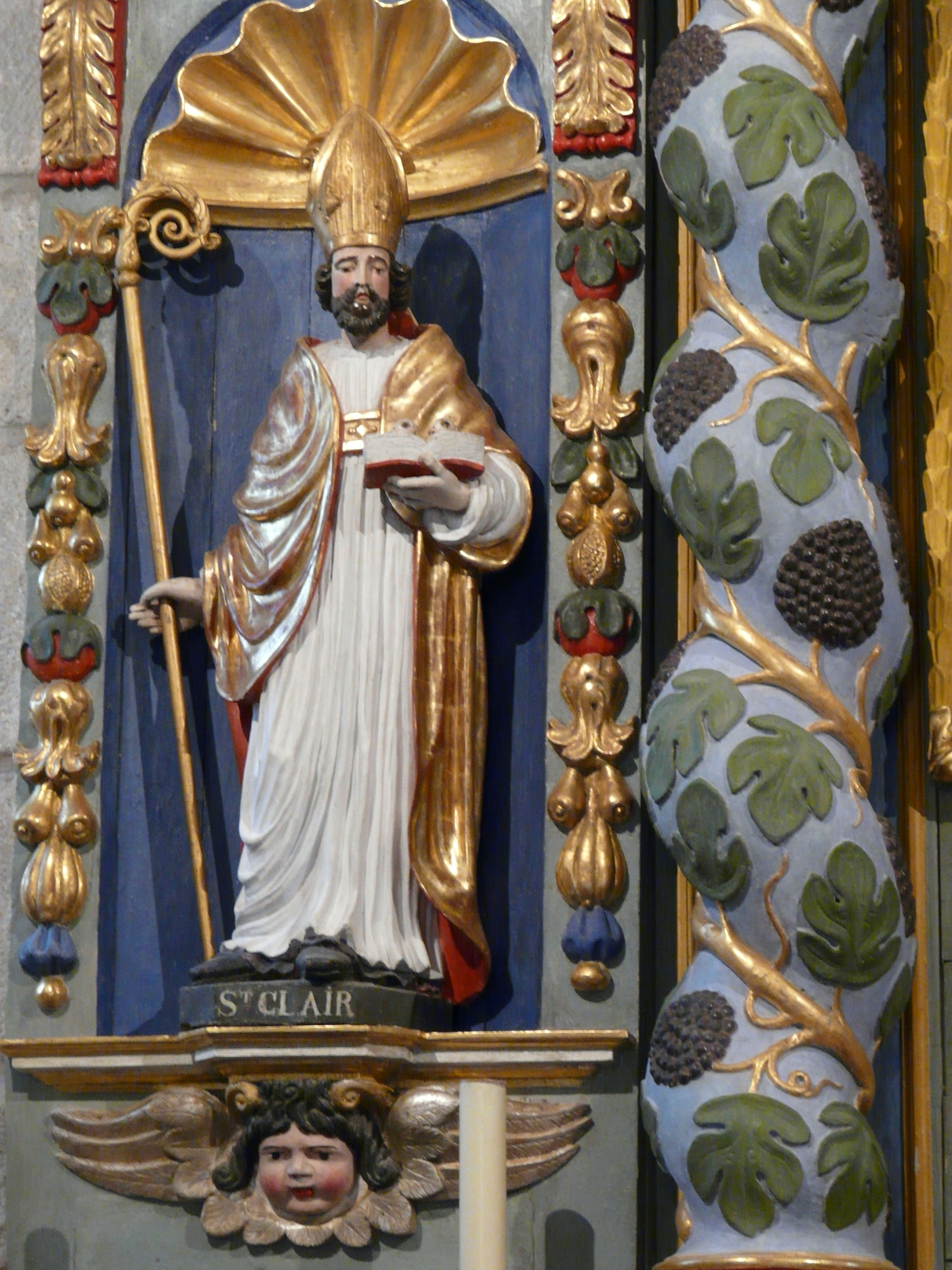
Saint Clair

Gemäß der Überlieferung war Clarus von Lectoure (französisch Clair d’Aquitaine) im 1. oder im ausgehenden 4. Jahrhundert der erste Bischof der südfranzösischen Kleinstadt Lectoure. Vom Volk als Heiliger verehrt, ist sein Gedenktag der 28. Mai.

## Vita
Möglicherweise in Nordafrika geboren, kam Clarus im ausgehenden 4. Jahrhundert nach Rom, von wo aus er zur Missionierung nach Gallien gesandt wurde. Er soll in Köln (eher unwahrscheinlich), in der Auvergne und in Albi gewirkt haben. Nachdem er in Lactora (alter Name von Lecture) ein Götzenbild vom Sockel gestoßen hatte, wurde er ergriffen, grausam gemartert und schlussendlich enthauptet.

## Verehrung
Vom Volk bereits früh als Heiliger verehrt, sollen seine Gebeine von Karl dem Großen nach Bordeaux gebracht worden sein (Reliquientranslation); von dort sollen sie im Jahr 1858 wieder nach Lectoure verbracht worden sein. Wahrscheinlich sind die Orte Saint-Clar (Gascogne), Saint-Clar-de-Rivière (Haute Garonne), Saint-Clair (Tarn-et-Garonne) und Saint-Clair (Lot) nach dem Heiligen benannt.

## Verwechslung
Mehrere französische Heilige tragen den Namen Clarus/Clair.